# Václav Blahna
Václav Blahna (* 26. února 1948) je bývalý český automobilový závodník. V letech 1976–1981 byl jezdcem továrního týmu Škoda Motorsport.

## Kariéra
Se závoděním v rally začal v roce 1970 a skončil o 27 let později v roce 1997. Při Rallye Monte Carlo 1977 byl jeho navigátorem Lubislav Hlávka. Pavel Schovánek byl jeho jediným navigátorem od roku 1980 do poloviny roku 1996. Při Acropolis rallye v letech 1979 a 1981 získal dvakrát 8. místo ve WRC.
Kromě titulů a umístění v TOP v MČSSR/MČSFR/MČR a PMaP je Blahna také vítězem tří podniků mistrovství Evropy:
- YU Rally (1979)
- Rally Danube (1979)
- Rally Bohemia (1993)

## Výsledky

### Výsledky ve WRC
| Rok  | Tým                       | Vůz          | 1      | 2   | 3   | 4   | 5     | 6     | 7   | 8   | 9   | 10  | 11     | 12  | Umístění  | Body |
| ---- | ------------------------- | ------------ | ------ | --- | --- | --- | ----- | ----- | --- | --- | --- | --- | ------ | --- | --------- | ---- |
| 1977 | AZNP Škoda Mladá Boleslav | Škoda 130 RS | MON 12 | SWE | POR | KEN | NZL   | GRE   | FIN | CAN | ITA | FRA | GBR    |     | N/A       | N/A  |
| 1978 | AZNP Škoda Mladá Boleslav | Škoda 130 RS | MON    | SWE | KEN | POR | GRE   | FIN   | CAN | ITA | CIV | FRA | GBR 24 |     | N/A       | N/A  |
| 1979 | AZNP Škoda Mladá Boleslav | Škoda 130 RS | MON    | SWE | POR | KEN | GRE 8 | NZL   | FIN | CAN | ITA | FRA | GBR    | CIV | 54. místo | 3    |
| 1981 | AZNP Škoda Mladá Boleslav | Škoda 130 RS | MON    | SWE | POR | KEN | FRA   | GRC 8 | ARG | BRA | FIN | ITA | CIV    | GBR | 47. místo | 3    |